# Vincetoxicum leptolepis
Vincetoxicum leptolepis är en oleanderväxtart som beskrevs av George Bentham. Vincetoxicum leptolepis ingår i släktet tulkörter, och familjen oleanderväxter. Inga underarter finns listade i Catalogue of Life.